# 核運輸
核運輸（英語：Nuclear transport）是細胞核膜上所進行各種運輸作用，其中大分子受到核孔複合體（nuclear pore complexes，NPCs）的控制，而小分子則可以不受約束。核轉運蛋白（karyopherin），如內輸蛋白（importin）和外輸蛋白（exportin），是幫助如RNA般的大分子進出細胞核的蛋白質。

## 外部連結
- Nuclear Transport animations （页面存档备份，存于）
- Nuclear Transport illustrations （页面存档备份，存于）